# Легка атлетика на літніх Олімпійських іграх 1956
Змагання з легкої атлетики на літніх Олімпійських іграх 1956 були проведені з 23 листопада по 1 грудня в Мельбурні на стадіоні «Мельбурн Крикет Граунд».
Змагання з марафонського бігу та спортивної ходьби відбувались на шосейних трасах зі стартом та фінішем на стадіоні.

## Призери

### Чоловіки
| Дисципліни                | Золото                                                 | Золото             | Срібло                                                                        | Срібло             | Бронза                                                                | Бронза             |
| ------------------------- | ------------------------------------------------------ | ------------------ | ----------------------------------------------------------------------------- | ------------------ | --------------------------------------------------------------------- | ------------------ |
| 100 метрів                | Боббі Морроу · США                                     | 10,5 (10,62)       | Тейн Бейкер · США                                                             | 10,5 (10,77)       | Гектор Хоган · Австралія                                              | 10,6 (10,77)       |
| 200 метрів                | Боббі Морроу · США                                     | 20,6 (20,75)       | Енді Стенфілд · США                                                           | 20,7 (20,97)       | Тейн Бейкер · США                                                     | 20,9 (21,05)       |
| 400 метрів                | Чарльз Дженкінс · США                                  | 46,7 (46,86)       | Карл-Фрідріх Гаас · Німеччина                                                 | 46,8 (47,12)       | Войтто Гелльстен · Фінляндія Ардаліон Ігнатьєв · СРСР                 | 47,0 (47,15)       |
| 800 метрів                | Том Кортні · США                                       | 1.47,7 (1.47,75)   | Дерек Джонсон · Велика Британія                                               | 1.47,8 (1.47,88)   | Еудун Бойсен · Норвегія                                               | 1.48,1 (1.48,25)   |
| 1500 метрів               | Рон Ділейні · Ірландія                                 | 3.41,2 (3.41,49)   | Клаус Ріхтценгайн · Німеччина                                                 | 3.42,0 (3.42,02)   | Джон Ленді · Австралія                                                | 3.42,0 (3.42,03)   |
| 5000 метрів               | Володимир Куц · СРСР                                   | 13.39,6 (13.39,86) | Гордон Пірі · Велика Британія                                                 | 13.50,6 (13.50,78) | Дерек Ібботсон · Велика Британія                                      | 13.54,4 (13.54,60) |
| 10000 метрів              | Володимир Куц · СРСР                                   | 28.45,6 (28.45,59) | Йожеф Ковач · Угорщина                                                        | 28.52,4 (28.52,36) | Аллан Лоуренс · Австралія                                             | 28.53,6 (28.53,59) |
| 110 метрів з бар'єрами    | Лі Калгун · США                                        | 13,5 (13,70)       | Джек Девіс · США                                                              | 13,5 (13,73)       | Джоел Шенкл · США                                                     | 14,1 (14,25)       |
| 400 метрів з бар'єрами    | Гленн Девіс · США                                      | 50,1 (50,29)       | Едді Саутерн · США                                                            | 50,8 (50,94)       | Джошуа Калбрет · США                                                  | 51,6 (51,74)       |
| 3000 метрів з перешкодами | Кріс Брашер · Велика Британія                          | 8.41,2 (8.41,35)   | Шандор Рожньої · Угорщина                                                     | 8.43,6 (8.43,68)   | Ернст Ларсен · Норвегія                                               | 8.44,0 (8.44,05)   |
| 4×100 метрів              | США Тейн Бейкер Лімон Кінг Боббі Морроу Айра Мерчісон  | 39,5 (39,60)       | СРСР Леонід Бартенєв Юрій Коновалов Володимир Сухарев Борис Токарев           | 39,8 (39,93)       | Німеччина Гайнц Фюттерер Манфред Гермар Лотар Кнерцер Леонгард Поль   | 40,3 (40,34)       |
| 4×400 метрів              | США Том Кортні Чарльз Дженкінс Лу Джонс Джессі Мешберн | 3.04,8 (3.04,81)   | Австралія Грем Гіпсон Кеван Госпер Леон Грегорі Девід Лін Джон Гудмен (забіг) | 3.06,2 (3.06,19)   | Велика Британія Пітер Хіггінс Дерек Джонсон Джон Солсбері Майкл Вілер | 3.07,2 (3.07,19)   |
|                           |                                                        |                    |                                                                               |                    |                                                                       |                    |
| Марафон                   | Ален Мімун · Франція                                   | 2:25.00            | Франьйо Міхалич · Югославія                                                   | 2:26.32            | Вейкко Карвонен · Фінляндія                                           | 2:27.47            |
| Ходьба 20 кілометрів      | Леонід Спірін · СРСР                                   | 1:31.27,4          | Антанас Мікенас · СРСР                                                        | 1:32.03,0          | Бруно Юнк · СРСР                                                      | 1:32.12,0          |
| Ходьба 50 кілометрів      | Норман Рід · Нова Зеландія                             | 4:30.42,8          | Євген Маскінсков · СРСР                                                       | 4:32.57,0          | Йон Юнггрен · Швеція                                                  | 4:35.02,0          |
|                           |                                                        |                    |                                                                               |                    |                                                                       |                    |
| Стрибки у висоту          | Чарльз Думас · США                                     | 2,12               | Чілла Портер · Австралія                                                      | 2,10               | Ігор Кашкаров · СРСР                                                  | 2,08               |
| Стрибки з жердиною        | Боб Річардс · США                                      | 4,56               | Боб Гутовські · США                                                           | 4,53               | Георгіос Рубаніс · Греція                                             | 4,50               |
| Стрибки у довжину         | Грег Белл · США                                        | 7,83               | Джон Беннетт · США                                                            | 7,68               | Йорма Валкама · Фінляндія                                             | 7,48               |
| Потрійний стрибок         | Адемар Феррейра да Сілва · Бразилія                    | 16,35              | Вільх'яульмюр Ейнарссон · Ісландія                                            | 16,26              | Вітольд Креєр · СРСР                                                  | 16,02              |
| Штовхання ядра            | Перрі О'Браєн · США                                    | 18,57              | Білл Нідер · США                                                              | 18,18              | Іржі Скобла · Чехословаччина                                          | 17,65              |
| Метання диска             | Ел Ортер · США                                         | 56,36              | Форчун Гордьєн · США                                                          | 54,81              | Десмонд Кох · США                                                     | 54,40              |
| Метання молота            | Гарольд Конноллі · США                                 | 63,19              | Михайло Кривоносов · СРСР                                                     | 63,03              | Анатолій Самоцветов · СРСР                                            | 62,56              |
| Метання списа             | Егіль Данієльсен · Норвегія                            | 85,71              | Януш Сідло · Польща                                                           | 79,98              | Віктор Цибуленко · СРСР                                               | 79,50              |
|                           |                                                        |                    |                                                                               |                    |                                                                       |                    |
| Десятиборство             | Мілт Кемпбелл · США                                    | 7937               | Рейфер Джонсон · США                                                          | 7587               | Василь Кузнєцов · СРСР                                                | 7465               |

### Жінки
| Дисципліни                              | Золото                                                           | Золото       | Срібло                                                             | Срібло       | Бронза                                                     | Бронза       |
| --------------------------------------- | ---------------------------------------------------------------- | ------------ | ------------------------------------------------------------------ | ------------ | ---------------------------------------------------------- | ------------ |
| 100 метрів (вітер: -2,3 м/с)            | Бетті Катберт · Австралія                                        | 11,5 (11,82) | Кріста Штубнік · Німеччина                                         | 11,7 (11,92) | Марлен Метьюз · Австралія                                  | 11,7 (11,94) |
| 200 метрів                              | Бетті Катберт · Австралія                                        | 23,4 (23,55) | Кріста Штубнік · Німеччина                                         | 23,7 (23,89) | Марлен Метьюз · Австралія                                  | 23,8 (24,10) |
| 80 метрів з бар'єрами (вітер: -1,3 м/с) | Ширлі Стрікленд · Австралія                                      | 10,7 (10,96) | Гізела Біркемеєр · Німеччина                                       | 10,9 (11,12) | Норма Тровер · Австралія                                   | 11,0 (11,25) |
| 4×100 метрів                            | Австралія Норма Крокер Бетті Катберт Флер Меллор Ширлі Стрікленд | 44,5 (44,65) | Велика Британія Хезер Армітадж Енн Пешлі Джун Фоулдс Джин Скрівенс | 44,7 (44,70) | США Ізабель Деніелс Мей Феггс Маргарет Метьюз Вілма Рудолф | 44,9 (45,04) |
|                                         |                                                                  |              |                                                                    |              |                                                            |              |
| Стрибки у висоту                        | Мілдред Мак-Деніел · США                                         | 1,76         | Тельма Гопкінс · Велика Британія Марія Пісарева · СРСР             | 1,67         | не вручалась                                               |              |
| Стрибки у довжину                       | Ельжбета Кшесіньська · Польща                                    | 6,35         | Віллі Вайт · США                                                   | 6,09         | Надія Хникіна-Двалішвілі · СРСР                            | 6,07         |
| Штовхання ядра                          | Тамара Тишкевич · СРСР                                           | 16,59        | Галина Зибіна · СРСР                                               | 16,53        | Маріанне Вернер · Німеччина                                | 15,61        |
| Метання диска                           | Ольга Фікотова · Чехословаччина                                  | 53,69        | Ірина Беглякова · СРСР                                             | 52,54        | Ніна Пономарьова · СРСР                                    | 52,02        |
| Метання списа                           | Інесе Яунземе · СРСР                                             | 53,86        | Марлен Аренс · Чилі                                                | 50,38        | Надія Коняєва · СРСР                                       | 50,28        |

## Медальний залік
| Місце | Країна          | Золото | Срібло | Бронза | Загалом |
| ----- | --------------- | ------ | ------ | ------ | ------- |
| 1     | США             | 16     | 10     | 5      | 31      |
| 2     | СРСР            | 5      | 7      | 10     | 22      |
| 3     | Австралія       | 4      | 2      | 6      | 12      |
| 4     | Велика Британія | 1      | 4      | 2      | 7       |
| 5     | Польща          | 1      | 1      | 0      | 2       |
| 6     | Норвегія        | 1      | 0      | 2      | 3       |
| 7     | Чехословаччина  | 1      | 0      | 1      | 2       |
| 8     | Бразилія        | 1      | 0      | 0      | 1       |
| 8     | Франція         | 1      | 0      | 0      | 1       |
| 8     | Ірландія        | 1      | 0      | 0      | 1       |
| 8     | Нова Зеландія   | 1      | 0      | 0      | 1       |
| 12    | Німеччина       | 0      | 5      | 2      | 7       |
| 13    | Угорщина        | 0      | 2      | 0      | 2       |
| 14    | Чилі            | 0      | 1      | 0      | 1       |
| 14    | Ісландія        | 0      | 1      | 0      | 1       |
| 14    | Югославія       | 0      | 1      | 0      | 1       |
| 17    | Фінляндія       | 0      | 0      | 3      | 3       |
| 18    | Греція          | 0      | 0      | 1      | 1       |
| 18    | Швеція          | 0      | 0      | 1      | 1       |